# Parc national Sangay
Le parc national Sangay se trouve sur la cordillère orientale des Andes en Équateur. Il est sur la liste du patrimoine mondial de l’UNESCO depuis 1983.

## Géographie
Le parc est dominé par trois hauts volcans : Altar (5 320 m), Tungurahua (5 016 m) et Sangay (5 230 m), les deux derniers étant actuellement actifs.
On y trouve également plusieurs rivières : Llushin, Palora, Puela, Volcan, Upano, Namaquimi et Sangay, des cascades, des lacs, comme le Laguna Pintada qui fait 5 km de longueur. La faune est constituée de tapirs, de pumas, de renards des Andes en altitude et, entre autres, d’ours, de jaguars, d’ocelots et d’opossums partout ailleurs.
Il y aurait entre 400 et 500 espèces d’oiseaux dans le parc dont des condor des Andes.

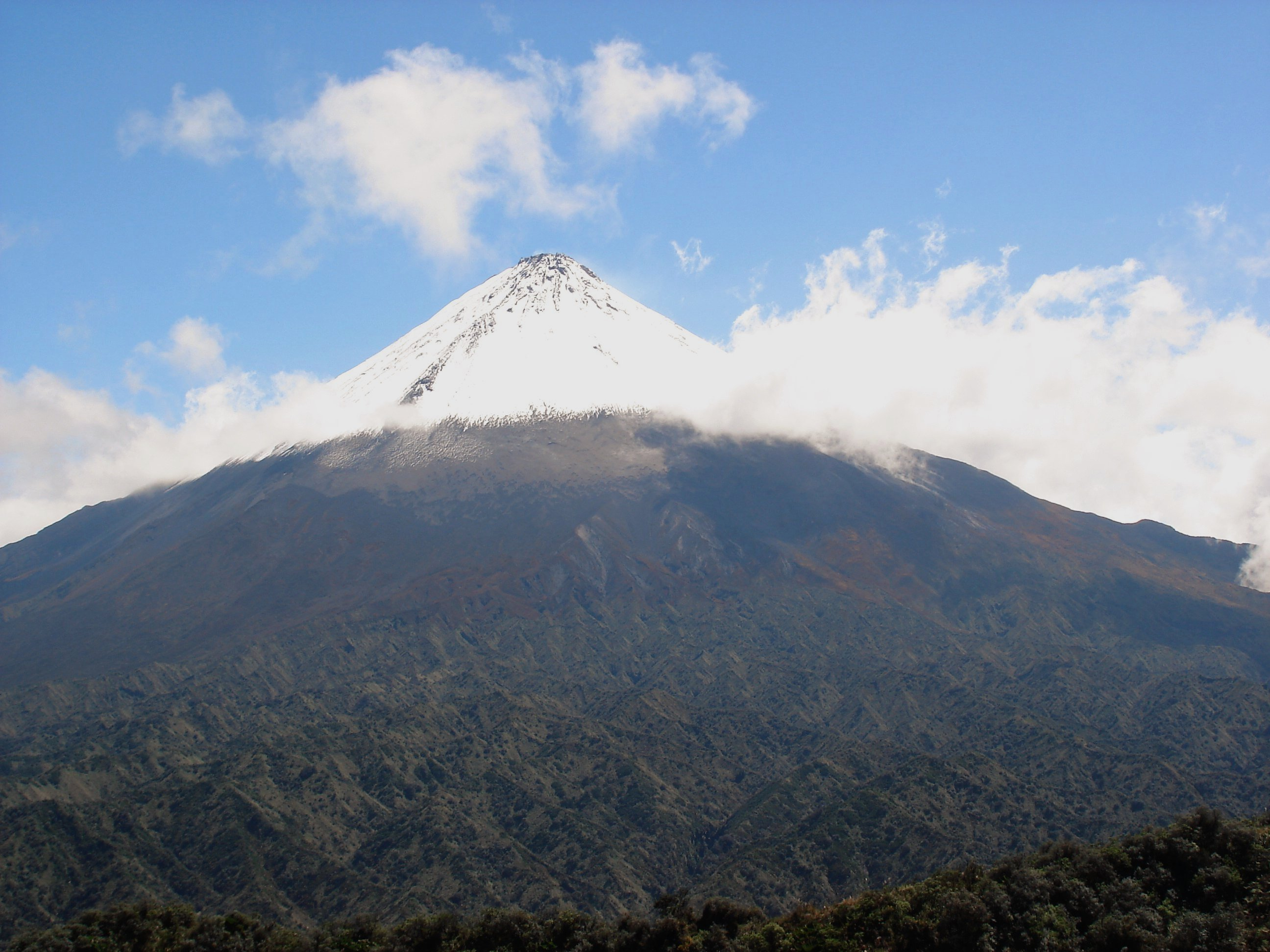
Le volcan Sangay